# Marie-Gabrielle Ineichen-Fleisch

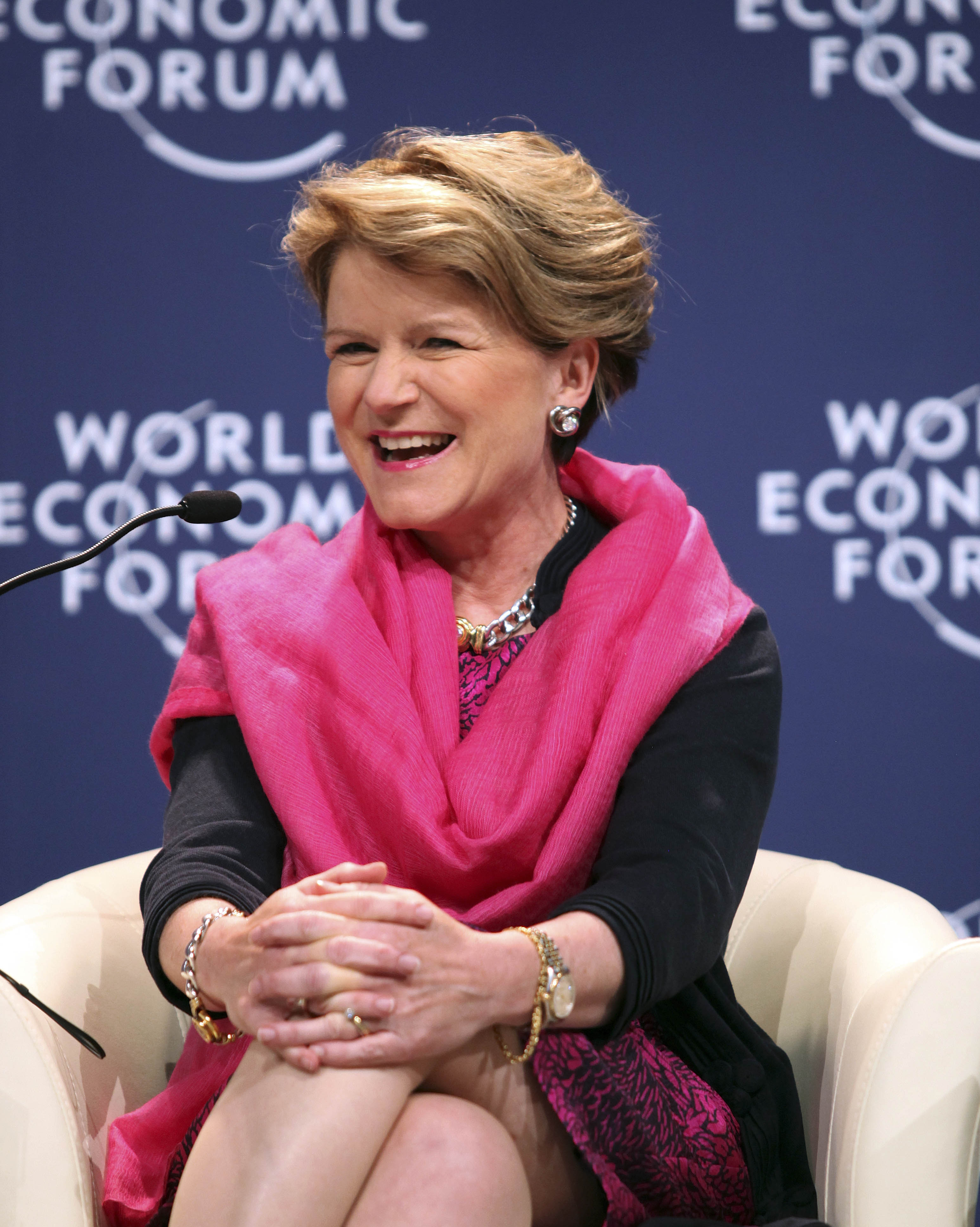
Marie-Gabrielle Ineichen-Fleisch (2012)

Marie-Gabrielle Ineichen-Fleisch (* 1. Juli 1961 in Lausanne) ist eine Schweizer Juristin. Sie war von 2011 bis 2022 als Staatssekretärin Direktorin des Staatssekretariats für Wirtschaft (SECO) sowie Direktorin der Direktion für Aussenwirtschaft.

## Werdegang
Sie studierte an der Universität Bern Rechtswissenschaften. Nach dem Abschluss 1987 war sie beim Unternehmensberater McKinsey in Zürich tätig. Nach Stationen beim Bundesamt für Aussenwirtschaft (heute SECO) und der Weltbank in Washington, D.C. wurde Ineichen-Fleisch 1995 Sektionschefin in der Abteilung Welthandelsorganisation (WTO) des Bundesamts für Aussenwirtschaft.
Ab 2007 war sie Botschafterin und Delegierte des Bundesrates für Handelsverträge und Chefunterhändlerin der Schweiz bei der Welthandelsorganisation in Genf. Von 2011 bis 2022 war sie Direktorin des SECO.
Marie-Gabrielle Ineichen-Fleisch spricht neben Deutsch Französisch, Englisch, Italienisch, Spanisch, Chinesisch und Russisch.
Im August 2021 kündigte sie ihren Rücktritt als Direktorin des SECO per 31. Juli 2022 an. Die Findungskommission schlug dem Bundesrat Helene Budliger Artieda als ihre Nachfolgerin vor.